# Rubus anglocandicans
Rubus anglocandicans är en rosväxtart som beskrevs av Alan Newton. Rubus anglocandicans ingår i släktet rubusar, och familjen rosväxter. Inga underarter finns listade i Catalogue of Life.